# 瓊斯冰架
瓊斯冰架（英語：Jones Ice Shelf），是南極洲的冰架，位於葛拉漢地的盧貝海岸，處於阿羅史密斯半島和布萊克洛克島之間的瓊斯海峽，現時由南極條約體系管理。
67°31′S 67°1′W / 67.517°S 67.017°W